# Louis Mexandeau
Louis Mexandeau (ur. 6 lipca 1931 w Wanquetin, zm. 14 sierpnia 2023 w Rennaz) – francuski polityk, nauczyciel i samorządowiec, działacz Partii Socjalistycznej, deputowany oraz minister.

## Życiorys
Kształcił się w Instytucie Nauk Politycznych w Paryżu (naukę przerwał z powodów finansowych), później studiował historię na Université de Lille. Po uzyskaniu uprawnień zawodowych pracował jako nauczyciel. Na początku lat 50. wstąpił do Francuskiej Partii Komunistycznej, współtworzył także organizację afiliowaną przy SNES, lewicowym związku działającym w sektorze szkolnictwa średniego. Z działalności w PCF zrezygnował na początku kolejnej dekady. W 1963 założył w Caen lokalną organizację kulturalną ATMC. Stał się zwolennikiem François Mitterranda, w połowie lat 60. współtworzył oddział kierowanego przez tegoż Konwentu Instytucji Republikańskich (CIR). Z ugrupowaniem tym współtworzył później Partię Socjalistyczną, był pierwszym sekretarzem ugrupowania w departamencie Calvados, a także sekretarzem PS do spraw edukacji.
W 1973, 1978, 1981, 1986, 1988, 1993 i 1997 uzyskiwał mandat deputowanego do Zgromadzenia Narodowego V, VI, VII, VIII, IX, X, XI kadencji. Zasiadał także w organach samorządowych jako radny miasta Caen (1983–2008), departamentu Calvados (1973–1986) i regionu Dolna Normandia (1986–1998).
Od maja 1981 do marca 1983 był ministrem poczty w pierwszym i drugim rządzie premiera Pierre’a Mauroy. Od marca 1983 do listopada 1985 pełnił funkcję ministra delegowanego ds. poczty w jego trzecim gabinecie oraz w rządzie Laurenta Fabiusa, następnie do marca 1986 ponownie zajmował stanowisko ministra poczty u Laurenta Fabiusa. Od maja 1991 do marca 1993 sprawował urząd sekretarza stanu ds. weteranów i ofiar wojny w rządach Édith Cresson i Pierre’a Bérégovoy. Mandat deputowanego utracił w wyniku wyborów w 2002.